# 女猫 (1958年の映画)
『女猫』（めねこ、La Chatte）は、1958年のフランスの映画。主演はフランソワーズ・アルヌール。

## キャスト
※括弧内は日本語吹替（放送日1968年2月4日 関西テレビ 0:15-）
- コーラ：フランソワーズ・アルヌール（仁木佑子）
- ベルナール：ベルンハルト・ヴィッキ（浦野光）
- アンリ：アンドレ・ヴェルジーニ（高塔正康）
- ミュラー大尉：クルト・マイゼル（羽佐間道夫）
- 隊長：ベルナール・ブリエ

## スタッフ
- 監督：アンリ・ドコアン
- 製作：ユージェーヌ・テシュレエ
- 脚本：ジャック・レミー、アンリ・ドコアン
- 撮影：ピエール・モンタゼル
- 音楽：ジョゼフ・コズマ